# نيل روبسون
نيل روبسون (بالإنجليزية: Neil Robson)‏ هو سياسي أسترالي، ولد في 5 يوليو 1928 في أستراليا، وتوفي في 14 ديسمبر 2013 في أستراليا. حزبياً، نشط في الحزب الليبرالي الأسترالي. وقد انتخب عضو مجلس النواب تسمانيا من الجمعية عن دائرة Division of Bass (state) ‏ (11 ديسمبر 1976 – 1 فبراير 1992).